# 油坊头大塘
油坊头大塘是一个位于中国江苏省扬州市的淡水湖，面积约为3.26平方千米，属于淮河区。它的一级流域为淮河流域，二级流域为淮河干流水系。